# Paravany
Paravany jsou singl české popové hudební skupiny Slza. Hudbu vytvořili Petr Lexa, Lukáš Bundil s Angličanem Oliverem Somem, text napsal Ondřej Ládek s Petrem Lexou a píseň nazpíval Petr Lexa. Píseň měla premiéru 11. dubna 2019 na YouTube a streamovacích službách (Spotify, Google Play...). O mix se postaral Edd Holloway a o mastering Vlado Meller. Na hudební produkci pracoval Brity Nick Atkinson a Edd Holloway v Londýně. Je to první singl z připravovaného třetího alba této hudební skupiny, které skupina plánuje vydat na podzim 2019. Skupina Slza řekla, že si chtějí představit, že jsou úplně nová kapela a nikdo je nezná, jediné co chtějí je skládat hudbu a bavit se tím.
Text písně je o problému dvou lidí, kteří spolu nemluví. Hlavní hrdinka o problému hovořit chce, avšak nemůže protože je svázaná. Na konec způsobí odkládání ještě větší problém, než kdyby se vyřešil včas.

## Videoklip
Videoklip režíroval Jakub Mahdal ze společnosti Jakoby Films na námět Petra Lexy. Byl nahrán na video server YouTube pomocí funkce premiéra 11. dubna 2019 v 18:00 SELČ. Dne 12. dubna 2019 video nebylo možné přehrát kvůli technické chybě. YouTube video označoval chybovou zprávou „Video není dostupné“, v seznamech video označoval za soukromé. Opravení trvalo přibližně jeden den.

### Obsazení
- Petr Lexa
- Lukáš Bundil
- Elizabeth Janků